# Kirkcudbrightshire
Kirkcudbrightshire är ett grevskap i Storbritannien.   Det ligger i kommunen Dumfries and Galloway och riksdelen Skottland, i den centrala delen av landet, 500 km nordväst om huvudstaden London. Arean är 2 323 kvadratkilometer.
Terrängen i Kirkcudbrightshire är huvudsakligen kuperad, men åt sydost är den platt.